# Morzywół
Morzywół est une localité polonaise de la gmina de Gowarczów, située dans le powiat de Końskie en voïvodie de Sainte-Croix.